# Сигневич, Вадим Владимирович

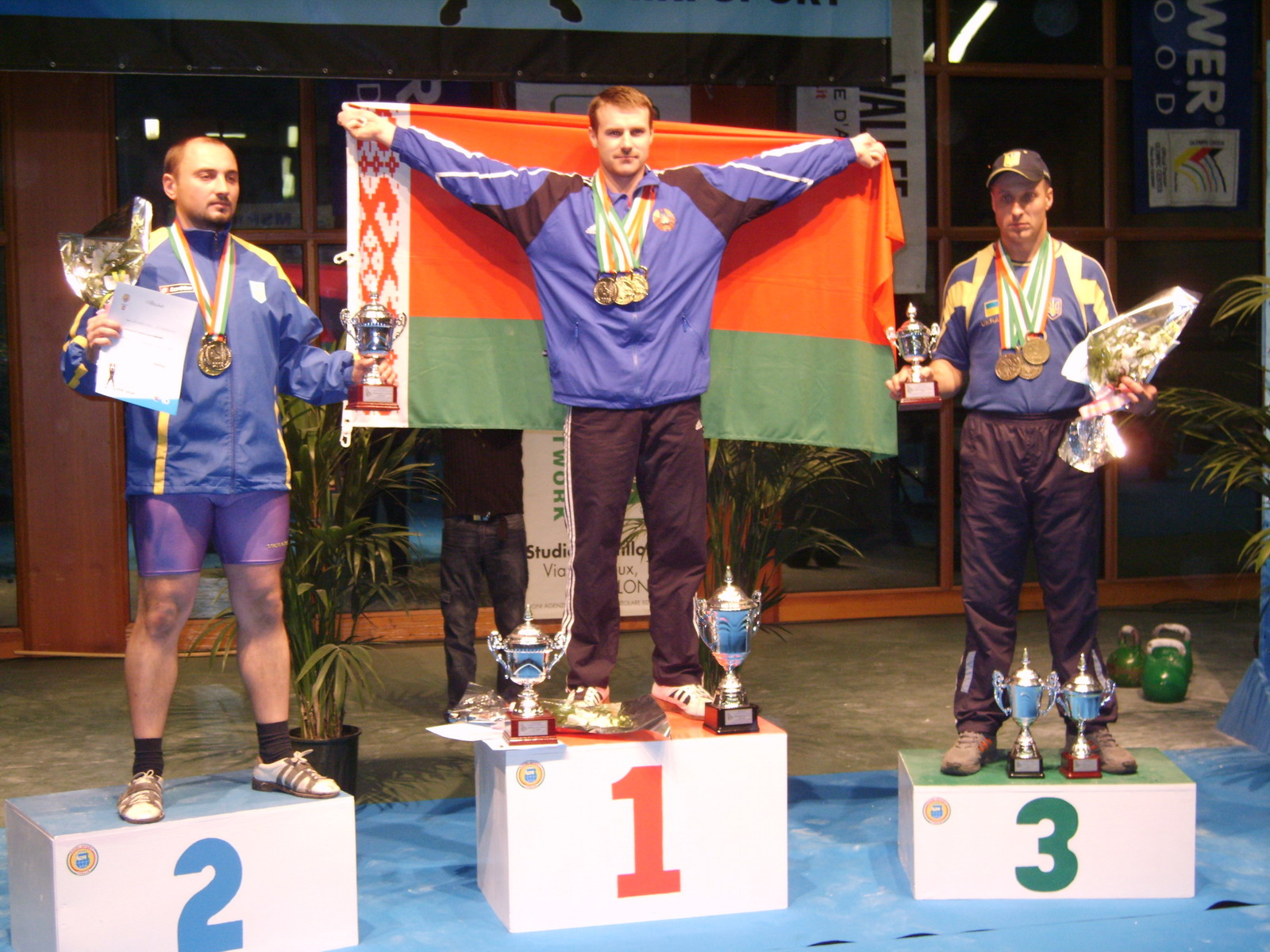
В. В. Сигневич в Шатийоне, Италия, 2008 год.

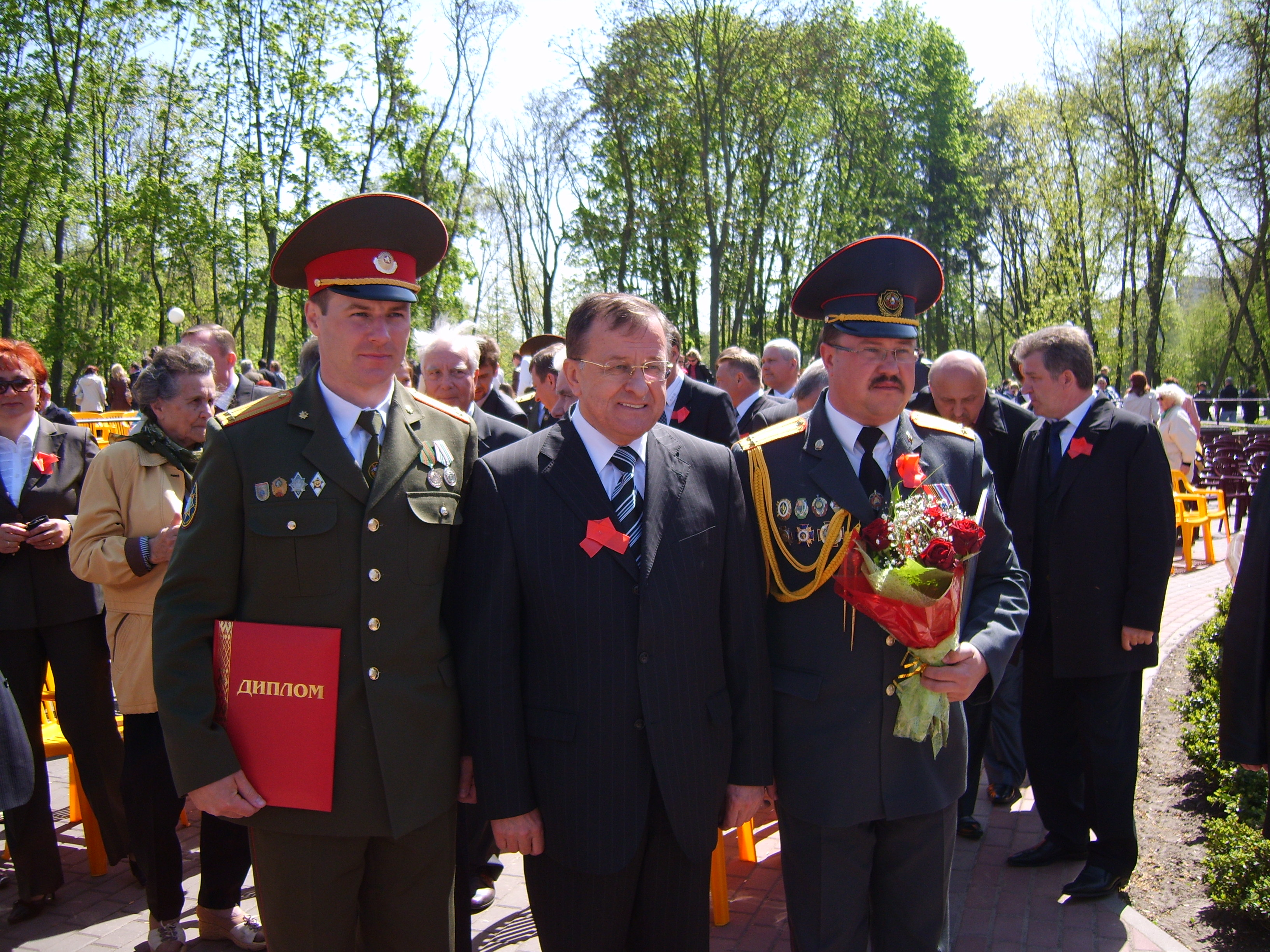
В. В. Сигневичу присвоено звание «Человек года», Брест, 2009 год.

Вади́м Влади́мирович Сигне́вич (бел. Вадзім Уладзіміравіч Сігневіч; род. 25 апреля 1974 года в Берёзе) — четырёхкратный чемпион мира по гиревому спорту, мастер спорта международного класса [прояснить]  по гиревому спорту, заслуженный мастер спорта Республики Беларусь (2009). Полковник внутренней службы запаса.

## Биография
Родился 25 апреля 1974 года в городе Берёза Брестской области Белорусской ССР (ныне Республика Беларусь). До 1988 года обучался в средней школе № 1 города Берёзы. Спортом начал заниматься в легкоатлетической секции при местной Детско-юношеской спортивной школе. Там во время занятий по общефизической подготовке и увлёкся гирями. 8-й класс он окончил в средней школе посёлка Леонидово Поронайского района Сахалинской области в 1989 году. Затем поступил в Уссурийское суворовское военное училище, которое окончил в 1991 году. Во время учёбы начал регулярно участвовать в различных соревнованиях по гиревому спорту, в том числе и чемпионате Приморского края. После суворовского училища в 1996 году окончил Военно-космическую академию им. А. Ф. Можайского города Санкт-Петербург. Выступал за сборную академии. Во время службы в Российской армии выполнил норматив мастера спорта международного класса. В 2004 году окончил государственное учреждение образования «Институт переподготовки и повышения квалификации» МЧС Республики Беларусь. Служил в должности начальника центра подготовки, повышения квалификации и переподготовки кадров по профессиям рабочих и служащих (ИППК) Министерства по чрезвычайным ситуациям Республики Беларусь. 26 мая 2014 года назначен начальником государственного учреждения образования «Институт переподготовки и повышения квалификации» МЧС. С 1 марта 2017 года полковник внутренней службы В. В. Сигневич в запасе.
Чемпион мира по гиревому спорту 2000, 2001, 2002, 2008 года. В целях популяризации здорового образа жизни принимал участие в спортивно-развлекательных программах Общенационального телевидения Республики Беларусь (ОНТ) «Битва городов» (2008), «Битва титанов» (2009), «Битва титанов» (2010), «Битва титанов» (2011), «Твоя территория» (2011).

## Достижения
- чемпион мира 2000 года в Казани по длинному циклу в весовой категории до 90 кг с результатом 86 подъёмов;
- чемпион мира 2001 года в Казани по длинному циклу в весовой категории до 90 кг с результатом 87 подъёмов;
- чемпион мира 2002 года в Казани по длинному циклу в весовой категории до 90 кг с результатом 87 подъёмов;
- чемпион мира 2008 года в Шатийоне, Италия в двоеборье в весовой категории свыше 90 кг с суммой 287 очков (толчок 116, рывок 171);
- серебряный призёр чемпионата мира 2003 года в Казани по длинному циклу в весовой категории до 90 кг с результатом 91 подъём;
- серебряный призёр чемпионата мира 2007 года в Сан-Диего, США в двоеборье в весовой категории до 90 кг с суммой 283 очка (толчок 125, рывок 158);
- серебряный призер чемпионата мира 2017 года в Лутраки, Греция в длинном цикле в весовой категории до 90 кг с результатом 86 подъёмов;
- бронзовый призёр чемпионата мира 2002 года в Афинах, Греция в двоеборье в весовой категории до 90 кг с суммой 198 баллов (толчок 122, рывок 76+76) и 258 очков;
- бронзовый призёр чемпионата мира 2004 года в Гамбурге, Германия в двоеборье в весовой категории свыше 90 кг с суммой 268 очков (толчок 121, рывок 72+75);
- бронзовый призёр чемпионата мира 2004 года в Казани Россия по длинному циклу в весовой категории до 90 кг с результатом 90 подъёмов.

## Награды и звания
- В апреле 2009 года Областным исполнительным комитетом Брестской области присвоено звание «Человек года» в области физической культуры, спорта и туризма за 2008 год[7].
- Указом № 471 Президента Республики Беларусь от 24 сентября 2009 года Вадиму Сигневичу присвоено звание Заслуженный мастер спорта Республики Беларусь за многолетний плодотворный труд, высокое профессиональное мастерство и заслуги в развитии спорта[8].
- Медаль «За безупречную службу» II степени.
- Медаль «За безупречную службу» III степени.